# Одесса (Делавер)
Одесса (англ. Odessa) — місто (англ. town) в окрузі Нью-Касл штату Делавер США. Населення — 364 особи (2010).
У XVIII—XIX століттях було великим торговим центром, пізніше було обійдене залізницею і втратило колишнє значення. Сьогодні відоме як місто, у якому багато архітектурних пам'яток колоніального стилю. Серед них: особняк Корбіта-Шарпа (Corbit-Sharp House), квакерська молитовня (Friends Meetinghouse), стара церква Дроуера (Old Drawyer's Church).

## Географія
Одесса розташована за координатами 39°27′19″ пн. ш. 75°39′38″ зх. д. / 39.45528° пн. ш. 75.66056° зх. д. (39.455375, -75.660576).  За даними Бюро перепису населення США в 2010 році місто мало площу 1,38 км², з яких 1,32 км² — суходіл та 0,06 км² — водойми.

## Демографія
Згідно з переписом 2010 року, у місті мешкали 364 особи в 139 домогосподарствах у складі 108 родин. Густота населення становила 265 осіб/км².  Було 154 помешкання (112/км²).
Расовий склад населення:
| - 88,5 % — білих - 6,9 % — чорних або афроамериканців - 1,1 % — азійців - 0,0 % — осіб інших рас |

До двох чи більше рас належало 3,6 %. Частка іспаномовних становила 1,9 % від усіх жителів.
За віковим діапазоном населення розподілялося таким чином: 23,4 % — особи молодші 18 років, 56,3 % — особи у віці 18—64 років, 20,3 % — особи у віці 65 років та старші. Медіана віку мешканця становила 42,0 року. На 100 осіб жіночої статі у місті припадало 115,4 чоловіків;  на 100 жінок у віці від 18 років та старших — 105,1 чоловіків також старших 18 років.
Середній дохід на одне домашнє господарство  становив 88 215 доларів США (медіана — 76 696), а середній дохід на одну сім'ю — 94 065 доларів (медіана — 83 542). Медіана доходів становила 68 125 доларів для чоловіків та 50 893 долари для жінок. За межею бідності перебувало 11,2 % осіб, у тому числі 21,2 % дітей у віці до 18 років та 0,0 % осіб у віці 65 років та старших.
Цивільне працевлаштоване населення становило 316 осіб. Основні галузі зайнятості: освіта, охорона здоров'я та соціальна допомога — 25,0 %, мистецтво, розваги та відпочинок — 12,3 %, виробництво — 11,4 %, публічна адміністрація — 10,8 %.